# An Chung-gun
An Chung-gun (auch: Ahn Chunggun, An Jung-geun; * 2. September 1879 in Haeju, damaliges Korea, heutiges Nordkorea; † 26. März 1910 in Port Arthur, damaliges Kaiserreich China, heutige Volksrepublik China) war ein koreanischer Panasiatist und Nationalist. Bekannt ist er vor allem für sein Attentat auf den japanischen Politiker Itō Hirobumi im Jahre 1909.

## Biografie
In Haeju geboren und als Sohn einer wohlhabenden Unternehmerfamilie aufgewachsen, schloss An sich in jungen Jahren dem bewaffneten Widerstand gegen die Versuche, Korea unter Fremdbestimmung zu stellen, an. Während dieser Zeit konvertierte er unter dem Einfluss eines befreundeten Priesters zum Katholizismus. Er reiste nach Seoul und Shanghai, wo er sich mit westlichen Studien befasste. 1905, als er gerade das Familienunternehmen in der Hafenstadt Chinnampo übernommen hatte, übernahm Japan die Zuständigkeit für Koreas Außenbeziehungen. Er verkaufte sein Unternehmen und errichtete eine Schule, um Koreaner in westlichen Fähigkeiten auszubilden, die für die nationale Verteidigung benötigt wurden. Daneben beteiligte er sich an nationalistischen Aktivitäten in Wladiwostok.
Schließlich wurde das Ziel seiner Frustration Itō Hirobumi, der seit 1906 Generalgouverneur des japanischen Protektorats Koreas war. Am 26. Oktober 1909 erschoss An Itō auf dem Bahnhof in Harbin in der Mandschurei. An wurde von russischen Sicherheitskräften festgenommen und später in japanische Obhut übergeben. Während seiner Haft verfasste er mehrere Schriften, darunter sein Essay „Über den Frieden in Ostasien“, in dem er sich als Advokat einer geschlossen agierenden ostasiatischen Sphäre präsentiert. Auch schuf er zahlreiche kalligraphische Werke. Am 26. März 1910 wurde An im Gefängnis von Lüshun in Port Arthur am Galgen hingerichtet.
Bis heute gilt er in Teilen Koreas als Volksheld, neben zahlreichen Büchern und Filmen trägt auch die 6. Form des Taekwondo (Chung-Gun-Hyong; 32 Bewegungen) seinen Namen.